# Юкатан (штат)
Юкатан (исп. Yucatán, испанское произношение: [ʝukaˈtan]), официальное название — Свободный и Суверенный Штат Юкатан (исп. Estado Libre y Soberano de Yucatán) — штат в Мексике на полуострове Юкатан.

## Этимология
Топонимическая легенда гласит, что когда испанцы впервые вышли на берег на полуострове Юкатан, они спросили местных жителей: «Что это за место?» Местные индейцы, не понимая по-испански, ответили yucatan («не понимаю»), а испанцы приняли это за название местности.
Вероятно происхождение из языка чонтальских майя, которые называют себя Yokot’anob или Yokot’an — «говорящие на чонтальском».

## География
Территория штата Юкатан составляет 39 340 км². На севере штат Юкатан омывается Мексиканским заливом. Граничит с другими штатами Мексики: на юге с Кампече, на востоке с Кинтана-Роо. Юкатан находится в переходе между тропическими лесами Петенского бассейна и лиственными лесами северного Юкатана. Рельеф штата пологий и равнинный с наибольшими высотами до 200 м над у.м. Поверхность Юкатана состоит из осадочных пород. В штате нет рек и озёр. Побережье изобилует лагунами. На территории штата имеются карстовые провалы и подземные реки (система Сак Актун) и озёра (сеноты). Самый большой такой водоём — это Chichén Itzá. Берега в основном заросшие мангровыми лесами. Климат штата имеет 3 типа: жаркий и дождливый, тёплый и полу-тёплый. Осадков в год выпадает в среднем 1300—1500 мм. Среднегодовая температура +27 °C.

## История

### До-испанский период

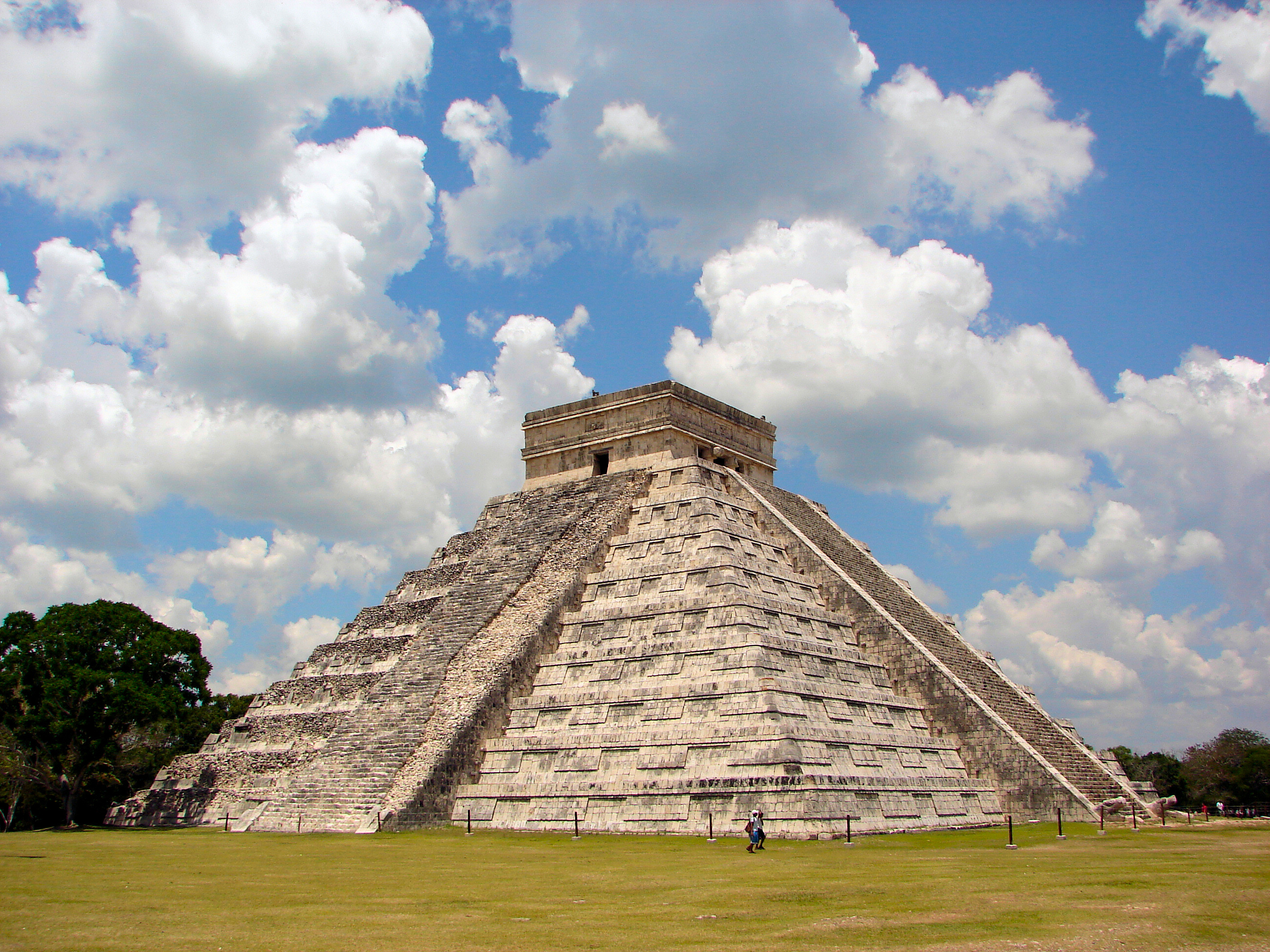
Замок Кукулькана в Чичен Ице

Происхождение первых поселений людей не было научно подтверждено, хотя присутствие первых людей датируется концом плейстоцена, или ледникового периода (около 10 000 — 12 000 лет назад).
Свидетельства об этом были найдены в пещерах Лольтун (Loltún) и кавернах Тулум (Tulum) (Женщины пальм). Мужчина из затопленной пещеры Чан Хол на восточном берегу полуострова Юкатан близ древнего города Тулум также жил около 13 тыс. лет назад. ДНК из его костей извлечь не удалось.
Первые майя пришли на полуостров около 250 года до н. э. из Петена (Petén) (ныне северная Гватемала), для заселения юго-восточного Юкатана (современный Бакалар, штат Кинтана-Роо).
В 525 году чане (chane) (племя майя, которое предшествовало итца) прошли на восток полуострова, основав города-государства Чичен Ица (Chichén Itzá), Исамаль (Izamal), Мотуль (Motul), Эк Балам (Ek Balam), Ичкаансио (Ichcaanzihó) (современная Мерида) и Чампотон (Champotón). Позже предки тольтеков тутуль шиу (Tutul xiúes), которые пришли с побережья Мексиканского залива поселились в регионе, из которого согнали итца и кокомов, и наконец, после многих лет и многих сражений, была сформирована майяпанская лига (в составе итца, шиу и кокомов), которая распалась в 1194 году. Начался период анархии и раздробленных владений, которые и обнаружили испанцы в 16 веке.

### Испанский период
В 1513 году испанский конкистадор Х. Понсе де Леон (Juan Ponce de León) уже захватил остров Боринкен (Borinquén) (ныне Пуэрто-Рико) и «открыл» Флориду. А. де Аламинос (Antón de Alaminos), который был вместе де Леоном на этом «открытии», подозревал, что на западе от Кубы они могли бы найти новые земли. Под их влиянием Д. Веласкес (Diego Velázquez de Cuéllar), при поддержке губернатора Кубы организовал экспедицию под командованием Ф. Э. де Кордовы, с участием капитанов К. де Моранте (Cristóbal de Morante) и Л. де Очоа (Lope Ochoa de Caicedo) для изучения морей к западу от острова. Эта экспедиция отправилась из порта Ахаруко (Ajaruco) 8 февраля 1517 года к Гаване и после обхода острова и идя юго-западнее полуострова Юкатан, 1 марта экспедиция высадилась на полуострове. Есть расхождения о том, где высадились исследователи. Некоторые говорят, что это произошло на острове Мухерес (Isla Mujeres), другие, что на мысе Каточе (Cabo Catoche), где исследователи увидели большой город, названный ими «Gran Cairo».
Завоевание Юкатана было завершено только через два десятилетия после завоевания Мексики. Это сделали конкистадоры Ф. де Монтехо «Старший» (Francisco de Montejo el Adelantado), его сын Ф. де Монтехо и Леон «Младший» (Francisco de Montejo y León «el Mozo») и его племянник Ф. де Монтехо «Племянник» (Francisco de Montejo, el sobrino). «Старший» был в экспедициях Х. де Грихальвы (Juan de Grijalva) и был с Э. Кортесом (Hernán Cortés) в третьей экспедиции, в которой была завоёвана Мексика. Впоследствии он был назначен начальником экспедиции для завоевания индейцев майя, однако потерпел неудачу в своей первой попытке в 1527—1528 годах. В 1529 году он был назначен губернатором Табаско (Tabasco) с целью замирить его и завоевать Юкатан и Косумель. Из Табаско Монтехо начал новую кампанию на Юкатан (1531—1535) и всё время проигрывал индейцам. Около 1535 года, после многочисленных кровавых сражений с туземцами, он достиг полного умиротворения Табаско и начал планировать свой новый набег на Юкатан.
Монтехо «Старший» был губернатором Табаско, позже занимал такую же должность в Гондурасе, и Чьяпасе. Монтехо «Младший» завершил миссию отца. Он основал города Сан Франциско де Кампече и Мериду. Город Мерида был основан на руинах майянского города Ichkanzihóo (T’hó), а для строительства его испанцы использовали камни с майянских руин. 11 июня 1542 года правительство провинции переехало из Санта Марии де ла Виктория (Табаско) в Мериду. Только что основанная Мерида была осаждена майянскими войсками Н. Кокома (Nachi Cocom) (сюзерен или Halach uinik на языке майя). Это была борьба за окончательное завоевание Юкатана и с этой победы испанцы укрепили свои владения на западе полуострова. Монтехо «Старший» назначил своего племянника Ф. де Монтехо «племянника» для завоевания восточного Юкатана, что он сделал после долгих кровопролитных боёв 28 мая 1543 года основанием города Вальядолид (Valladolid). В качестве вице-губернатора и председателя суда, Монтехо «Младший» управлял генерал-капитанством (к которому была приложена провинция Табаско) в отсутствии своего отца, до его возвращения в 1546 году, который взял на себя управление Юкатаном.
После начала испанской колонизации Америки, с 1565 года полуостров Юкатан управлялся обычным губернатором, подчинённым Аудиенсии Мексики. Однако в конце 16 века, чтобы предотвратить проникновение в Карибский регион других государств, испанские монархи начали создавать в отдельных областях генерал-капитанства. В 1617 году губернатор Юкатана получил титул «генерал-капитана», став более независимым от вице-короля Новой Испании в административных и военных вопросах. В отличие от прочих владений в Новом Свете, на Юкатане не стали вводить коррехидоров. Став генерал-капитанством, Юкатан тем не менее оставался в составе вице-королевства Новая Испания; вице-король мог при необходимости вмешиваться в административные дела, а Аудиенсия в Мехико принимала апелляции по судебным вопросам. Генерал-капитанство Юкатан располагалось на территории современных мексиканских штатов Кампече, Кинтана-Роо, Табаско, Юкатан, а также (номинально) Белиза и гватемальского департамента Петен.
Жестокая политика неравенства в отношении к туземным народам была нормальным явлением в колонии, что приводило к ответным мерам и частым восстаниям. В ноябре 1761 года индеец майя из города Систейль (Cisteil) Хасинто Канек (Jacinto Canek) возглавил вооружённое восстание против правительства, которое было быстро подавлено. Захваченные повстанцы были доставлены в Мериду, где они были осуждены и подвергнуты пыткам. Город Систейль в назидание индейцам был сожжён и засыпан солью.
В 1786 году, в рамках реформ Бурбонов, генерал-капитанство было преобразовано в Интендантство Юкатан, занимавшее ту же самую территорию. Из-за своей географической удаленности от центра Новой Испании, особенно от Мехико, Юкатан не пострадал от военных испытаний во время мексиканской войны за независимость, однако, война повлияла на просвещенных людей в Юкатане. В 1820 году Л. де Савала (Lorenzo de Zavala), член группы Sanjuanistas (группа креолов, которые встретились в церкви Св. Иоанна (по-испански San Juan) в центре города Мерида), создал Отечественную Конфедерацию (Confederación Patriótica), которая со временем разделилась на две группы: сторонников испанского правления в соответствии с Кадисской конституцией, и другая во главе с Савалой, который стремился к полной независимости от Испании. М. Каррильо Альборнос (Mariano Carrillo Albornoz), тогдашний губернатор Юкатана, послал Савалу и М. Г. Сосу (Manuel García Sosa) в качестве депутатов Кадисских кортесов (парламент Испании) в Мадрид, в то время как другие либералы были заключены в тюрьму.
В 1821 году мексиканцы предложили корону новой Мексиканской Империи Фердинанду VII или другому члену испанской королевской династии. После отказа с испанской стороны признать независимость Мексики, Армия Трёх Гарантий (ejército Trigarante) под руководством А. де Итурбиде (Agustin de Iturbide) (будущий император Агустин I) и В. Герреро (Vincente Guerrero) сократила политическую и экономическую зависимость от Испании. Пока все это происходило в Юкатане, план Игуала (провозглашение независимости Мексики) был провозглашен в штате Герреро (в то время часть Интендантства Мехико).

### Период независимости Мексики
Преемник Альборноса Х. М. Эчеверрия (Juan María Echéverria) 15 сентября 1821 года провозгласил независимость полуострова и послал двух своих представителей для ведения переговоров с правительством Мексики с целью включения Юкатана в состав Мексиканской Империи. 2 ноября 1821 года Юкатан вошёл в состав страны. Савала, придерживавшийся республиканских и либеральных взглядов, возражал против установления монархии, утверждая, что среди сторонников Агустина I было множество людей из старого руководства вице-королевства — духовенство, дворянство, генералитет (в том числе такие люди, как А. Л. де Санта Анна (Antonio López de Santa Anna)). Несмотря на это 21 июля 1822 года состоялась коронация Агустина Итурбиде в Мехико в Кафедральном соборе. В декабре 1822 года генералы Санта-Анна и Г. Виктория (Guadalupe Victoria) подписали план де Каса Мата (Plan de Casa Mata) — пакт, посредством которого они стремились упразднить монархию и преобразовать Мексику в республику. Первоначально сторонник Итурбиде, Санта-Анна принял республиканские принципы. Агустин I был вынужден отречься от престола и покинул страну.
В мае 1823 года, после отставки Итурбиде, Виктория стал первым президентом Мексики, а Санта-Анна стал губернатором Юкатана. Юкатан присоединился к Мексике как Федеративная Республика Юкатан или Первая Федеральная Республика (Primera República Federal) 23 декабря 1823 года. Оба были государствами-учредителями Мексиканских Соединенных Штатов. Новая федеральная конституция Мексики полностью удовлетворила идеалы юкатанцев. Штатом управляли две правящие хунты. В 1824 первым губернатором штата стал Ф. А. Таррасо (Francisco Antonio Tarrazo).
В Мексике в 19 веке шла непримиримая борьба, зачастую вооружённая, между либералами-федералистами и консерваторами-централистами. Федералисты выступали за баланс сил между тремя ветвями власти: исполнительной, законодательной и судебной. Централисты — за концентрацию всей власти в руках президента республики. Федералисты находились у власти с рождения Республики до 1835 года, и этот период соответствует спокойным, мирным отношениям между Мексикой и Юкатаном. В 1835 году к власти в стране пришли централисты, которые стали назначать губернатора Юкатана. Как только Юкатан терял все больше и больше своей автономии, его народ думал о более серьёзных возможностях их собственной независимости и формирования второй республики. Важным прецедентом для этого послужили события в Техасе, где была провозглашена республика, и республик Центральной Америки. Как ни странно, первым вице-президентом Техаса стал Л. Савала. В Юкатане начались волнения. Армия федералистов Юкатана под командованием капитана С. Имама (Santiago Imam) взяла город Вальядолид и 12 февраля 1840 года опубликовала доклад, в котором говорилось, что федерализм должен быть восстановлен в качестве формы правления для борьбы с бедностью в стране. Акт потребовал восстановления мексиканской Конституции 1824 года. Шесть дней спустя, в присутствии войск гарнизона Мериды под командованием А. Торренса (Anastasio Torrens) и многих сторонников, капитан С. Имам провозгласил независимость Юкатанской территории. 6 июня 1840 года город Кампече сдался юкатанским федералистам после военной осады. Центральное правительство Мексики объявило войну Юкатану. 16 марта 1841 года на первом заседании городского совета в Мериде, толпа во главе с М. Барбачано (Miguel Barbachano Terrazo) — будущим губернатором Юкатана — ворвалась в комнату, призывая к независимости Юкатана. Некоторые члены этой группы спустили мексиканский флаг, не задумываясь о последствиях, и подняли на его место флаг, который называется Yucateсо. Официально, несколько дней спустя мексиканский флаг был спущен на судах и зданиях в пользу юкатанского флага.

### Республика Юкатан

Флаг Республики Юкатан

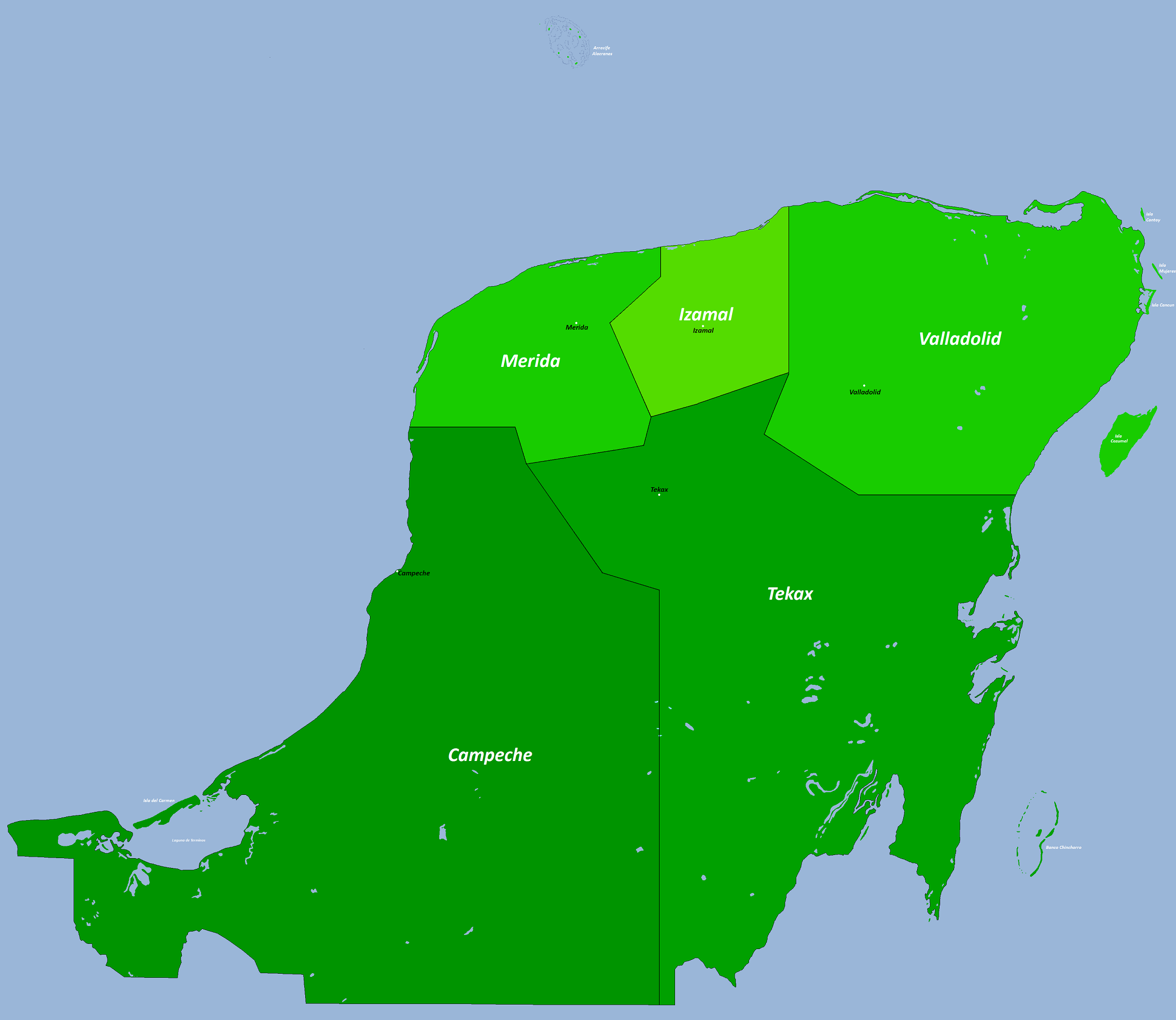
Республика Юкатан была разделена на 5 округов.

В октябре 1841 года местная палата депутатов приняла Закон о независимости полуострова Юкатан. Осенью 1841 года президент Мексики Санта Анна направил на Юкатан посланника — для установления диалога с сепаратистами. Переговоры оказались успешными, и в конце ноября были подписаны соглашения, по которым, однако, Юкатан сохранял своё таможенно-тарифное законодательство и свободный ввоз товаров в порты Республики.
В Мехико договорённости с Юкатаном были проигнорированы. Центральное правительство требовало, чтобы Юкатан присоединился к Мексике и полностью принял план Такубайя, по которому юкатанская территория должна была войти с учётом всех законов, принятых конгрессом. Оно также требовало, чтобы Юкатан разорвал все отношения с Республикой Техас, потому что Мексика была в состоянии войны с техасцами. Потеряв терпение и потерпев неудачу в уговорах властей Юкатана, президент Санта Анна послал войска на полуостров. В августе 1842 года, после захвата стратегически важного острова Кармен, правительственные войска установили блокаду побережья Юкатана. В течение нескольких дней президентские войска взяли несколько городов сепаратной республики. Однако, узнав о численном превосходстве сепаратистов, мексиканский генерал Пенья сдался и согласился отвести свои войска морем в Тампико (штат Тамаулипас). Несмотря на это, Санта Анна отказался признать независимость Юкатана и запретил заход судов под флагом Юкатана в порты Мексики, и наоборот. Это прекратило всякую торговлю Юкатана с Мексикой, что привело к глубоким экономическим проблемам в республике. Глава государства М. Барбачано, зная, что Санта Анна потерпел поражение в войне на Юкатане, решил вести переговоры с центральным правительством. Юкатан предложил несколько условий центральному правительству. Санта Анна, всё же, согласился на несколько условий, которые дали полную автономию Юкатану. 5 декабря 1843 года Юкатан возобновил торговлю с Мексикой и Республика сохранила свой суверенитет.
Такая ситуация продолжалась недолго. Мексиканское правительство 21 февраля 1844 года постановило, что уникальные права и автономия, предоставленные Юкатану, являются неконституционными. В конце 1845 года мексиканский Конгресс отменил конвенции декабря 1843 года, и Ассамблеи Юкатана, провозгласившего свою независимость 1 января 1846 года. Вдобавок к трениям между Юкатаном и центром, сепаратная республика сталкивалась со внутренними разногласиями между сторонниками двух личностей — М. Барбачано и С. Мендеса. Это соперничество привело к тому, что были сформированы два правительства Юкатана.
В августе 1846 года временный президент Мексики Х. М. Салас восстановил федеральную конституцию 1824 года и федеральную систему правления. Барабачано встретил это известие с энтузиазмом и согласился вернуть Юкатан в лоно Мексики, а вот Мендес ответил, что начнёт войну и будет отстаивать независимость Юкатана и заявлял, что вхождение Юкатана в состав Мексики вовлечёт его в разгоревшуюся войну с США. В октябре 1846 года флот США взял Сьюдад Кармен и блокировал территорию.

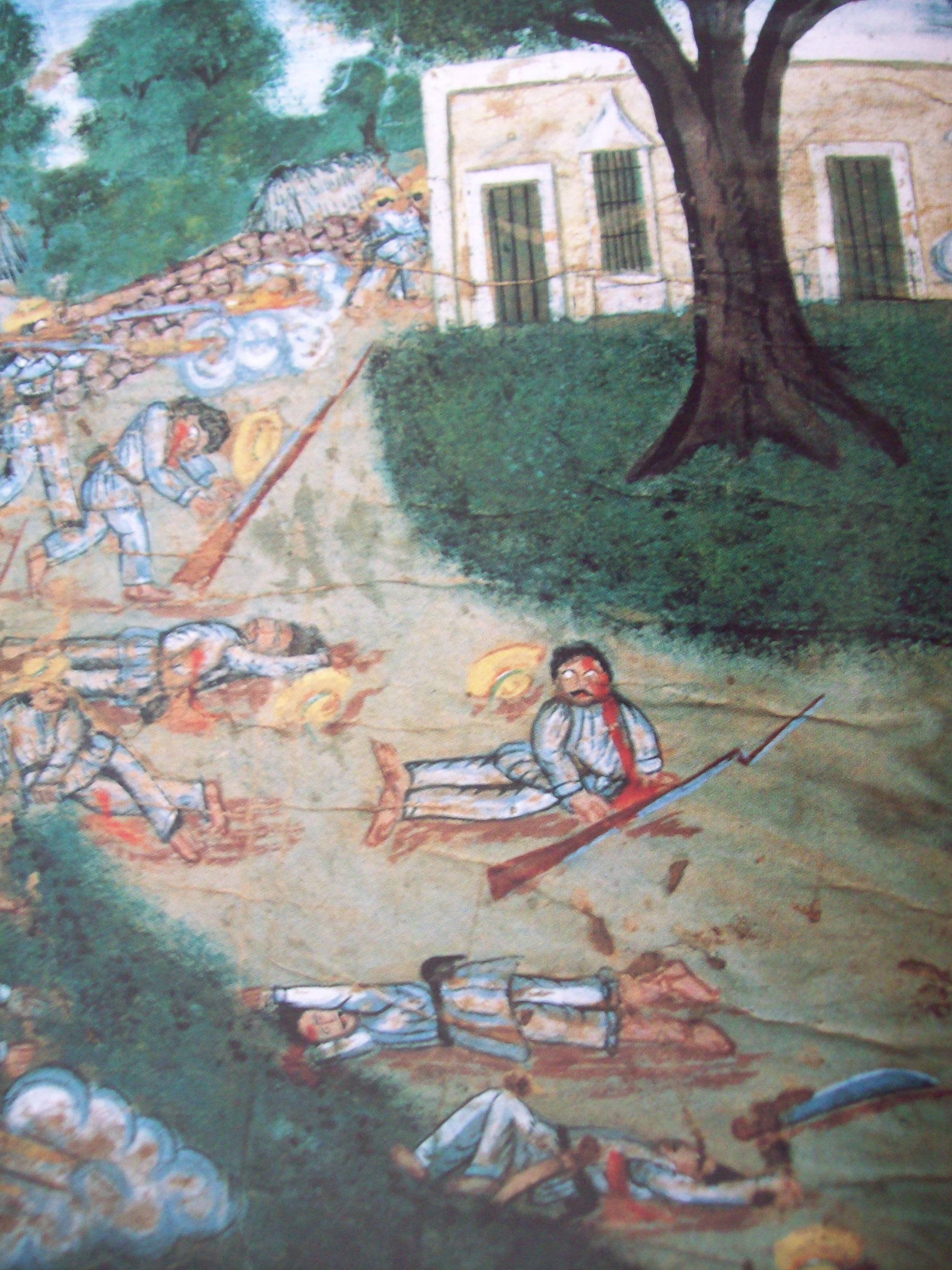
Война Каст, картина сер. 19 в.

30 июля 1847 года в Тепиче началось восстание майя, которые платили высокие налоги при самых плохих условиях труда, против белых и метисов. Это восстание, длившееся до 1902 года, известно в истории как Война Каст. Правительство Мендеса стояло перед серьёзной проблемой внутренней безопасности и защиты торговли. Мендес направил делегацию в столицу США Вашингтон, чтобы убедить американское правительство в нейтралитете Юкатана в американо-мексиканской войне и снять блокаду. Видимо, предполагалась аннексия Юкатана Соединёнными Штатами. Президент последних ухватился за эту идею и провёл в Палате представителей Конгресса США Билль о Юкатане, который, однако, не был принят Сенатом, так как война США и Мексики затянулась и была обременительна для бюджета, и новая война с индейцами Юкатана Америке была не нужна. В отчаянии президент С. Мендес предлагал юкатанский суверенитет то испанскому губернатору Кубы, то английскому губернатору Ямайки, но никто не откликнулся на его предложения. Восстание было настолько велико, что поставило под угрозу существование некоренного населения на полуострове. Наконец, пойдя на некоторые уступки, правительству Юкатана удалось уговорить часть индейцев сложить оружие. Другая часть продолжала бороться за полное уничтожение белых. В апреле 1848 президентом Юкатана снова стал сторонник единства со всей остальной Мексикой на федеративных условиях М. Барбачано.

### В составе Мексики

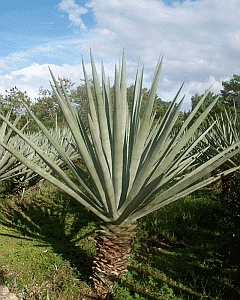
Агава, известная в Юкатане, как хенекен.

17 августа 1848 года была восстановлена конституция Юкатана 1825 года и территория эта снова вошла в состав Мексики в качестве штата с избираемыми губернаторами. М. Барбачано получил должность губернатора. В 1852 году из-за внутренней борьбы между противоборствующими политическими группировками область Кампече была отделена, и там была образована федеральная территория. 29 апреля 1863 года в президентство Б. Хуареса (Benito Juárez) Кампече получил статус штата с выборными губернаторами.
С течением времени мексиканским властям удалось погасить все очаги восстания майя. Оно официально завершилось оккупацией столицы индейцев майя Чан-Санта-Крус (Chan Santa Cruz) мексиканской армией в 1901 году, хотя стычки в деревнях и посёлках, которые отказались признавать центральную власть, продолжались в течение ещё одного десятилетия. Из-за конфликта, 24 ноября 1902 года президент П. Диас (Porfirio Diaz) подписал указ о создании федеральной территории Кинтана Роо на востоке Юкатана (позже она стала штатом). За чуть более 50 лет Юкатан потерял больше 2/3 своей первоначальной территории.
В конце 19 века производство хенекена, который в других местах называется сизаль, росло большими темпами. Хенекен, выращенный в Юкатане, использовался во всем мире для производства верёвок и шпагата, и стал известен как сизалевая веревка, названный в честь приморского города Сисаль (Sisal), откуда веревка отправлялась. Сегодня сизаль это тихое рыбацкое и курортное селение. Производство хенекена обеспечило финансовую автономию изолированного Юкатана. Волоконные заводы (известный как sosquil (майя: sos kí)) изготовляли шпагат и веревки, используемые во многих областях. Хенекен стал главной статьей экспорта из Юкатана, делая многие местные семьи очень богатыми. Сотни процветающих асьенд производили агаву повсюду в штате, пока не началось производство синтетических материалов после Второй Мировой войны. Невероятный приток богатства в течение этого периода сосредотачивался в основном в Мериде. Это позволило городу установить уличное освещение и трамвайные линии раньше чем в Мехико. По слухам, в начале 20 века в городе было наибольшее число миллионеров на душу населения в мире. С упадком производства хенекена асьенды не были заброшены, напротив, они были отремонтированы и используются в качестве частных вилл, гостиниц и мест проведения мероприятий. В 1922 году к власти пришёл кандидат от Социалистической партии Юго-востока (Partido Socialista del Sureste, PSS) Ф. Каррильо Пуэрто (Felipe Carrillo Puerto) — первый губернатор-социалист в Америке.
В 1926 году к власти в штате пришла право-социалистическая Институционно-Революционная партия (PRI), губернаторы от которой избирались вплоть до начала 2000-х. До середины 20 века большая часть контактов Юкатана с внешним миром происходила с иностранными государствами, а не с внутренними районами Мексики. В 1950-х Юкатан был связан с остальной страной железной дорогой, а с 1960-х — шоссе, которое закончило относительную изоляцию штата. Коммерческие реактивные самолёты начали прибывать в Мериду в 1960-х. Также были построены аэропорты в других городах, таких как Косумель и курорт Канкун. В 1980-х начал развиваться туризм, который постепенно стал одной из основных отраслей экономики.
В 1976 году на пост губернатора впервые был избран представитель коренного народа майя Ф. Луна Кан (Francisco Luna Kan). В 2001 году PRI проиграла губернаторские выборы правой партии Национального Действия (PAN), губернатором от которой стал П. Патрон Лавьяда (Patricio Patrón Laviada). В 2007 году социалисты вернули себе губернаторский пост, когда новым губернатором Юкатана была избрана И. Ортега (Ivonne Ortega Pacheco). В 2000-х Юкатан стал одним из основных туристических объектов, родиной одного из многочисленных индейских народов — майя и объектов мирового культурного и исторического наследия. Также здесь самый низкий уровень преступности в стране, а в 2011 году Мерида получила приз «Город мира».

## Административное деление

Административная карта Мексики.

Административная карта штата Юкатан.

В административном отношении делится на 106 муниципалитетов.

## Экономика
В структуре ВВП отрасли экономики распределяются так: торговля — 21 %, финансы — 19 %, производство — 13 %, сельское хозяйство — 7 %, строительство — 6 % и горнодобыча — 1 %. Однако, основой экономики является сельское хозяйство. Основной сельскохозяйственной культурой является агава хенекен. Также выращиваются кукуруза, цитрусовые (апельсины, лимоны, грейпфруты), перец чили, помидоры, огурцы, хикама, папайя. Развита лесная промышленность, где преобладает выращивание кедра. На фермах разводится крупный рогатый скот, свиньи, птица, а также развито пчеловодство. В прибрежных водах ведётся интенсивное рыболовство (морской окунь, осьминог, омары, акула). Промышленность штата представлена производством продуктов питания, напитков и табака (60,2 % от промышленного производства), 14,3 % занимает текстильная промышленность, 8,9 % — производство неметаллических минеральных продуктов, 7,4 % продукция из нефти и угля, 2,5 % машины и оборудование, 1,7 % — производство мебели, 1,6 % — металлообрабатывающая промышленность. Развита торговля и туризм. Главные туристические достопримечательности — руины городов индейцев майя, таких как Чичен-Ица, Ушмаль, Кабах, Лабна и др.

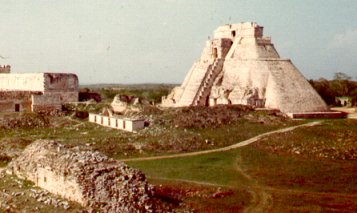
Вид на руины города Ушмаль

## Герб
Герб штата Юкатан представляет собой зелёный щит с округлённой оконечностью и золотой широкой каймой. В центре щита золотой летящий олень, перепрыгивающий через золотое же изображение растения хенекена — основной сельскохозяйственной культуры, который произрастает из золотых же камней, намекающих на не совсем плодородную почву штата. В левом верхнем углу щита сияющее золотое солнце. На золотой кайме изображены по два символа индейцев майя и испанцев. Зелёные арки майя и зелёные с золотыми окнами испанские замки. Под щитом располагается золотая девизная лента, на которой зелёными буквами начертано слово YUCATAN — название штата. Герб этот был принят 30. ноября 1989 после конкурса, который выиграл эскиз Х. Ф. Пеона (Juan Francisco Peón Ancona). До этого штат использовал герб города Мерида — столицы штата. Штат Юкатан не имеет официально утверждённого флага. Часто используется белое полотнище с изображением герба в центре. В 1840-х использовался триколор Республики Юкатан. Флаг этот представляет собой прямоугольное полотнище с широкой зелёной вертикальной полосой у древка. На ней пять белых пятиконечных звёзд, расположенных в шахматном порядке. Справа от зелёной полосы три горизонтальных полосы красная, белая и красная. Белые звёзды представляли пять департаментов Юкатана — Mérida, Campeche, Valladolid, Izamal и Tekax. Ведётся работа по признанию этого флага в качестве официального флага штата.